# Hélène de Rudder
Hélène Françoise Elise De Rudder, geboren als Hélène du Ménil (Ieper, 8 november 1869 – 2 november 1962) was een Belgische borduurkunstenaar.

## Levensloop
Hélène Françoise Elise du Ménil werd geboren als dochter van François Joseph du Ménil en Emilienne Louise Frémont en bracht haar kindertijd door in Doornik. Rond 1886 verhuisde Hélène De Rudder samen met haar ouders naar Ukkel. Haar opleiding volgde ze in Elsene, waar ze later trouwde in 1890 met de beeldhouwer Isidore De Rudder.  Ze vestigden zich in Elsene te Brussel. Na de dood van haar echtgenoot verhuisde Hélène De Rudder naar Nice waar ze verbleef tot haar dood.

## Opleiding
In 1886 volgde Hélène De Rudder lessen confectie (in standaardmaten geproduceerde kleding) aan de École Professionnelle des Jeunes Filles te Elsene. Ze haalde in 1887 haar diploma, waarna zij nog een borduurcursus volgde.  Rond diezelfde tijd volgde ze ook teken- en schilderlessen bij Maria De Rudder, de zus van Isidore De Rudder met wie ze later huwde. De lessen van Maria De Rudder vonden plaats in het atelier van Isidore De Rudder, die zelf beeldhouwer was.

## Carrière en oeuvre
Hélène De Rudder maakte grote allegorische werken voor het Koloniaal Paleis in Tervuren, die in 1897 op de Koloniale tentoonstelling geëxposeerd werden. Voor de trouwzaal van het gemeentehuis van Sint-Gilles borduurde ze een allegorie van het burgerlijk huwelijk en ook voor het stadhuis van Brussel maakte ze werken.
Ze werkte vaak samen met haar man Isidore De Rudder. Hij zou kartonnen in grote lijnen tekenen en zij voerde de werken uit. Ook zou haar man de iconografie van elk paneel bepaald hebben. Hij benadrukte de genderverdeling waar de man de harde werker was en de vrouw de moeder van het gezin. De mannelijke lichamen die Hélène De Rudder afbeeldt in haar werken hebben vaak viriele lichamen.
Hélène De Rudder kende een internationaal succes. Ze gebruikte vaak beelden die de moederliefde verheerlijkten. Een voorbeeld hiervan is het werk De Herfst, gemaakt in 1902. Een jonge vrouw in het midden van het paneel geeft borstvoeding aan haar kindje. Naast haar is er een pauw en een kindje dat geniet van druiven. De scène speelt zich af in een planten- en dierenwereld. Op de tafel staat er fruit die de rijkdom van het seizoen uitdrukt. Dit werk maakt deel uit van 4 werken die een soort jaarcyclus is. De lente, de zomer, de herfst en de winter. Dit is niet zomaar een jonge vrouw die borstvoeding heeft, dit is allegorisch. Als dit niet zo was zou dit als taboe gezien werden. Een van haar meeste bekende werken zijn de werken die ze gemaakt heeft voor de koloniale tentoonstelling in Tervuren die plaats vond in 1897. La barberie, Civilisation ou l’instruction, La fetichisme, La religion, La polygamie, La famille, La liberté en L’esclavage zijn werken die hier getoond werden. Hélène De Rudder liet zien hoe deze allegorische kunst doordrongen was met de ideologie van het manicheïsme.
Haar werken waren een combinatie van borduurwerk en applicatie. Ze bracht stukken stof aan die ze met elkaar verbond aan de hand van borduursteken in zijdedraad en borduurde vervolgens handmatig de details. Voor haar werken maakte ze gebruik van satijn, zijde en zelfs tweedehandsstoffen.

## Persoonlijk
Hélène De Rudder en Isidore De Rudder trouwden in 1890 en hadden drie kinderen. Hun eerste kind, Franz De Rudder, werd geboren op 13 september 1891, hun tweede kind was Mathilde De Rudder, geboren op 19 november 1893, en hun derde kind was Els of Elza De Rudder geboren op 19 december 1898.

## Erkenningen
Hélène De Rudder werd op 24 november 1911 benoemd tot Ridder in de Leopoldsorde.
- RKD-Nederlands Instituut voor Kunstgeschiedenis: 20958
- Union List of Artist Names: 500336071
- Virtual International Authority File: 309815926